# Telemark
Telemark  eller Telemarken er et norsk fylke og en geografisk region i Østlandet i Norge, som har eksisteret i forskellige former siden middelalderen.
Navnet Telemark kommer af norrønt Þilamǫrk, navngivet efter folkegruppen Þilir, der levede i det område, som senere blev kendt som Øvre Telemark i folkevandringstiden og vikingetiden. Som moderne administrativ region opstod Telemark i 1200-tallet under navnet Skiensyssel, som senere blev videreført som Bratsberg Len frem 1662 og derefter Bratsberg Amt frem til 1919, hvorefter det officielle navn blev Telemark. I perioden 1. januar 2020 til 31. december 2023 var fylket sammenlagt med Vestfold under navnet Vestfold og Telemark.
Befolkningstallet i 2012 var 194.100 indbyggere. Arealet er på 15.313 km². Administrationen var placeret i Skien.
Halvdelen af provinsen er dækket af bjerge og søer. Befolkningstallet er lavest i den nordlige del, mens der i syd findes flere større byer som Skien og Porsgrunn.

## Historie
Telemark fylke blev etableret i 1919 som en videreføring af det tidligere Bratsberg amt, som havde været et len og amt siden unionen med Danmark. Bratsberg amt og det senere Telemark fylke består af flere til dels overlappende historiske distrikter. Selve navnet Telemark omfattede oprindelig ikke  områderne ved kysten, og mindretallet på Stortinget gik derfor ind for navnet Grenland-Telemark, da det moderne fylke blev etableret.

## Kommuner
Telemark er inddelt i 18 kommuner:
| Kommuner i Telemark |  | Kommuner i Telemark |
| Kommuner i Telemark |  | Regioner i Telemark |

| Nr   | Kort              | Våben                       | Navn      | Adm.center    | Indb.                  | Areal km² | Målform | Distrikt      |
| ---- | ----------------- | --------------------------- | --------- | ------------- | ---------------------- | --------- | ------- | ------------- |
| 0805 | Porsgrunn kommune | Porsgrunns kommunevåben     | Porsgrunn | Porsgrunn     | 44.623                 | 165       | Neutral | Grenland      |
| 0806 | Skien kommune     | Skiens kommunevåben         | Skien     | Skien         | 62.023                 | 780       | Neutral | Grenland      |
| 0807 | Notodden kommune  | align="center"              | Notodden  | Notodden      | 18.390                 | 919       | Neutral | Øst-Telemark  |
| 0811 | Siljan kommune    | Siljans kommunevåben        | Siljan    | Siljan        | 2.492                  | 214       | Neutral | Grenland      |
| 0814 | Bamble kommune    | Bambles kommunevåben        | Bamble    | Langesund     | 20.000 (sommer 30.689) | 304       | Neutral | Grenland      |
| 0815 | Kragerø kommune   | Kragerøs kommunevåben       | Kragerø   | Kragerø       | 14.620 (sommer 27.820) | 305       | Neutral | Vestmar       |
| 0817 | Drangedal kommune | Drangedals kommunevåben     | Drangedal | Prestestranda | 4.159                  | 1.063     | Neutral | Vestmar       |
| 0819 | Nome kommune      | Nomes kommunevåben          | Nome      | Ulefoss       | 7.527                  | 430       | Neutral | Midt-Telemark |
| 0821 | Bø kommune        | Bø i Telemarks kommunevåben | Bø        | Bø            | 6.590                  | 263       | Nynorsk | Midt-Telemark |
| 0822 | Sauherad kommune  | Sauherads kommunevåben      | Sauherad  | Akkerhaugen   | 5.270                  | 321       | Neutral | Midt-Telemark |
| 0826 | Tinn kommune      | Tinns kommunevåben          | Tinn      | Rjukan        | 9.022                  | 2.045     | Neutral | Øst-Telemark  |
| 0827 | Hjartdal kommune  | Hjartdals kommunevåben      | Hjartdal  | Sauland       | 1.587                  | 792       | Nynorsk | Øst-Telemark  |
| 0828 | Seljord kommune   | Seljords kommunevåben       | Seljord   | Seljord       | 2.966                  | 715       | Nynorsk | Vest-Telemark |
| 0829 | Kviteseid kommune | Kviteseids kommunevåben     | Kviteseid | Kviteseid     | 2.522                  | 708       | Nynorsk | Vest-Telemark |
| 0830 | Nissedal kommune  | Nissedals kommunevåben      | Nissedal  | Treungen      | 1.404                  | 905       | Nynorsk | Vest-Telemark |
| 0831 | Fyresdal kommune  | Fyresdals kommunevåben      | Fyresdal  | Folkestadbyen | 1.381                  | 1.281     | Nynorsk | Vest-Telemark |
| 0833 | Tokke kommune     | Tokkes kommunevåben         | Tokke     | Dalen         | 2.337                  | 984       | Nynorsk | Vest-Telemark |
| 0834 | Vinje kommune     | Vinjes kommunevåben         | Vinje     | Åmot          | 3.641                  | 3.106     | Nynorsk | Vest-Telemark |
| 08   | Telemark          | Telemark                    | Telemark  | Skien         | 168.231                | 15.298    | Neutral | Østlandet     |